# (35491) 1998 FQ27
1998 FQ27 (asteroide 35491) é um asteroide da cintura principal. Possui uma excentricidade de 0.24574400 e uma inclinação de 4.10946º.
Este asteroide foi descoberto no dia 20 de março de 1998 por LINEAR em Socorro.